# Malagueña
Die Malagueña [malaˈɣeɲa] ist ein spanischer Volkstanz des beginnenden 19. Jahrhunderts, aus der sich gegen Ende jenes Jahrhunderts eine Form, ein Palo, des Flamenco entwickelte.

## Geschichte
Die Malagueña entstand allem Anschein nach in Alorá (in der Provinz Málaga) in Andalusien. Als frühe Protagonisten sind Joaquín Tabaco aus Alorá, Cipriano Pitana aus Cártama und Frasquito Jiménez aus Coín bekannt. Jedoch entstand sie aus dem Volk heraus und lässt sich nicht allein auf diese Personen zurückführen.
Vorgänger waren vermutlich bestimmte Fandangos, zu denen im 18. Jahrhundert aufgespielt und gesungen wurde: die Fandangos boleros, die Fandangos La Cantaora aus Málaga sowie einfache Rondeñas. Ihre frühen Fassungen unterschied sich jedoch sehr von den Versionen, die wir heute kennen. Während des gesamten 19. Jahrhunderts war die Malagueña in ganz Spanien eine der populärsten Musikgattungen; sie wurde auf den Bühnen aller großen Städte gespielt und überall zum Teil des volkstümlichen Repertoires. Schon in den 1830er Jahren schrieb Estébanez Calderón über „eine Art Fandango, die Malagueña im Stil der Jabera“.
Um die Mitte des 19. Jahrhunderts wandelte sich die Malagueña von einer reinen Tanzmusik zu einer Musik mit Gesang. Um diese Zeit entstand auch die erste Malagueña, die nach ihrem Schöpfer benannt wurde, nämlich die Malagueña de El Caribe. Als weiterer berühmter Malagueña-Sänger des 19. Jahrhunderts ist Manuel de los Reyes Osuna (1857–1885), genannt „El Canario“, der  1884 erstmals in den Sevillaner Cafés auftrat, erwähnenswert. Zu den Schöpfern wegweisender Malgueña-Formen gehörte Antonio Chacón.
Die Malagueñas wurden zum Stammbaum einer reichen Familie von Varianten des Flamenco, indem sie den Prototyp der meisten Palos bildeten, die sich im östlichen Andalusien entwickelten. Für Gattungen wie die Rondeña, die Taranta, die Cartagenera und die Granaína bildet die Malagueña das Bindeglied zwischen dem regionalen Fandango und dem Flamenco-Gesang im engeren Sinn. Weitere Abkömmlinge der Malagueña sind beispielsweise die Cortijeros, die Murcianas, die Fandangos von Lucena und von Almería, der Zángano aus Puente Genil und die Lucentica.

## Charakteristik
Der Flamencologe Ángel Álvarez Caballero schreibt der Malagueña eine Tiefe und Ernsthaftigkeit zu, die außerhalb der Gesänge des Cante jondo einzigartig sei.
Sie gilt als eine der schwierigsten Gesangsformen im Flamenco. Die Sängerin oder der Sänger muss einen großen Tonumfang bewältigen und ein tiefes Verständnis für den Charakter des jeweiligen Stücks aufbringen. Unter den Malagueñas gibt es große Unterschiede in der Stimmlage, in der sie gesungen werden, in der harmonischen Verzierung in Dur oder in Moll und in den Stimmungen, in denen die Verse vorgetragen werden müssen.
Ihr Rhythmus ist (als 3/4-Takt wie die Verdiales, Sevillanas und viele Tarantas und Granaínas) ursprüngling streng metrisch, abandolao – so genannt nach der Abandolá, einem Fandango, der in Málaga gespielt wurde. Dieser wiederum hat seinen Namen von der Bandolá, einer einfachen Bandurria, mit der er begleitet wurde. Heutige Malagueñas werden häufig in freiem Rhythmus interpretiert, dabei schimmert der ursprüngliche Abandolao-Rhythmus mitunter in der Gitarrenbegleitung durch.

## Tonalität
Wie vielfach im Flamenco üblich werden die Variationen der Gitarre über der andalusischen Kadenz entwickelt. Hingegen entwickelt sich der Gesang in Dur über einer Ostinato-Begleitung der Gitarre.

## Verse
Die Strophe der Malagueña (als „Flamencogesang aus Malaga“) bestehend aus vier bis fünf achtsilbigen Versen mit assonantem oder konsonantem Kreuzreim. Die Tercios, die melodischen Phrasen, entsprechen jeder einem Vers. Ein Gesang por malagueñas besteht aus sechs Tercios, von denen einer oder zwei einen vorangegangenen Vers wiederholt. Die Themen sind gewöhnlich lokaler Natur. Oft handeln sie von der Stadt Málaga, ihren Quartieren und berühmten Bauten. Mitunter behandeln sie auch tragische Themen.

## Bekannte Interpreten
Etliche Interpreten (genannt malagueñeros) schufen eine Version der Malaguña, die ihren Namen trägt, darunter:
- Maestro Ohana[8]; die nach ihm benannte Malagueña ist den Jabegotes[9] verwandt,[3]
- Enrique el Mellizo;[10]
- Alpargatero de Málaga;[11] auch „El Apargatero“ (in Bezug auf seinen Beruf als Hersteller von im Spanischen Alpargatas genannten Leinenschuhen), „El Rojo“ („Der Rote“ in Bezug auf seine Haarfarbe) und vor allem „Rojo el Alpargatero“, eigentlich Antonio Grau Mora[12]
- Antonio Chacón;[13]
- Fosforito;[14]
- Concha la Peñaranda;[15]
- La Trini.[3]

Neben den genannten haben eine Vielzahl früherer und zeitgenössischer Sängerinnen, Sänger und Gitarristen die Malagueña in herausragender Weise interpretiert, darunter Manuel Centeno, Bernardo el de los Lobitos, Juan de la Loma, Aurelio de Cádiz, Flecha de Cádiz, La Niña de los Peines, Manolo Caracol, Niño de Cabra, Manolo Vargas, Pericón de Cádiz, Cobitos, Enrique Morente, Naranjito de Triana, Roy Clark und Luis de Córdoba sowie Juan Breva.